# Waldridge (Durham)
Waldridge – wieś i civil parish w Anglii, w hrabstwie Durham. Leży 8 km na północ od miasta Durham i 383 km na północ od Londynu. W 2011 roku civil parish liczyła 4215 mieszkańców.